# Wideband InterNetworking engineering test and Demonstration Satellite
Pour les articles homonymes, voir Kizuna.

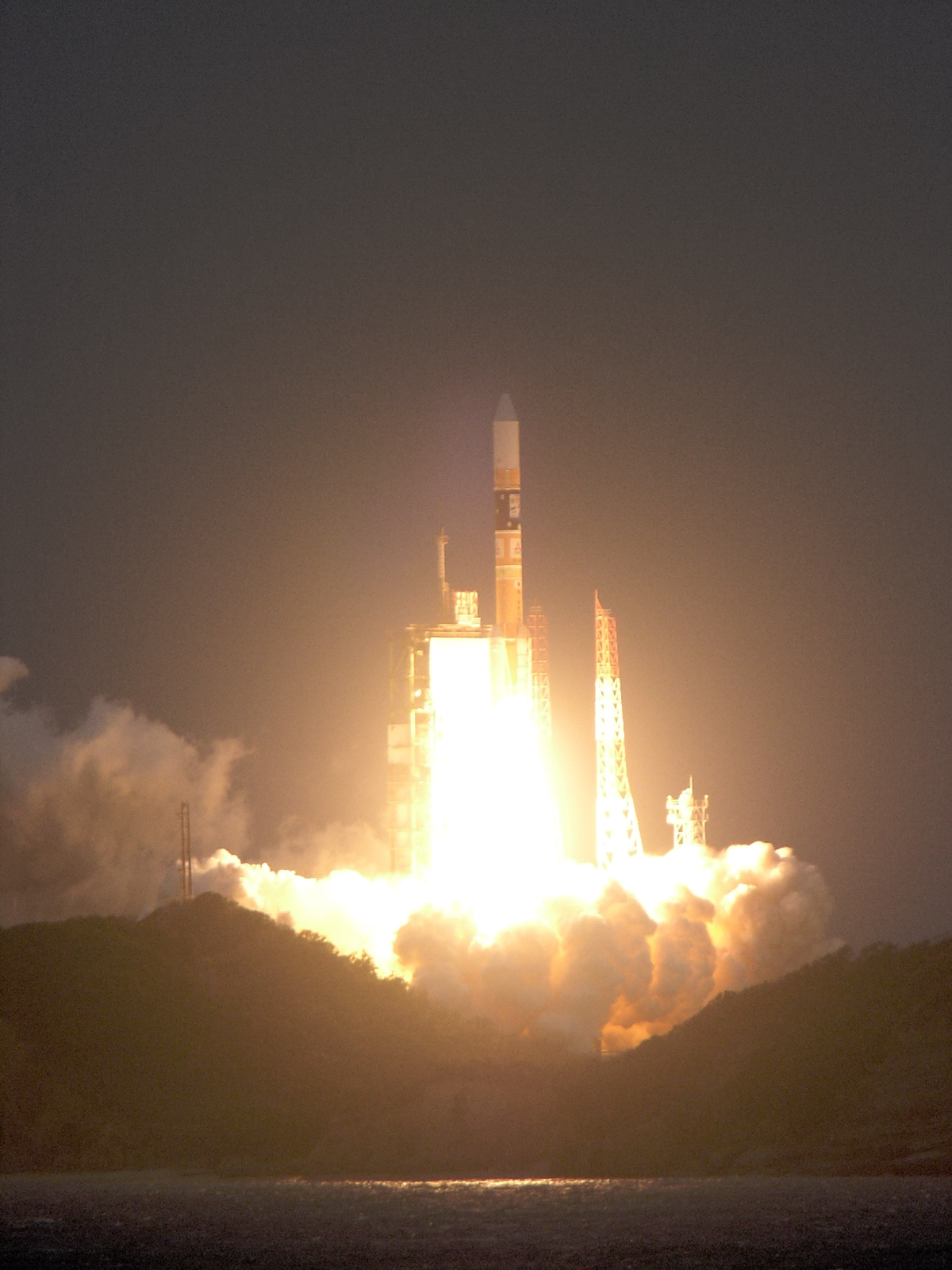
Lancement de WINDS

WINDS (Wideband InterNetworking engineering test and Demonstration Satellite, également appelé Kizuna) est un satellite de télécommunications expérimental japonais. WINDS a été placé sur une orbite géostationnaire le 23 février 2008 par un lanceur H-IIA tiré depuis la base de lancement de Tanegashima. Il a été mis fin à la mission en février 2019 à la suite d'une anomalie de fonctionnement du satellite ayant entrainé l'interruption des communications. Le satellite a permis de tester des techniques d'internet par satellite à très haut débit (3,2 gigabits par seconde). 

## Contexte
Le satellite de télécommunications Winds fait partie du programme japonais i-Space et est mis en œuvre conjointement par l'agence spatiale japonaise  JAXA et l'Institut national des technologies de l'information et des télécommunications. WINDS, qui fonctionne en bande Ka, est utilisé comme relais pour les transmissions internet à destination de la clientèle des particuliers et des entreprises.  Le satellite doit également contribuer à la mise au point des technologies utilisées par les satellites de télécommunications du futur. Selon la JAXA, WINDS a un débit de 155 Mbit/s en liaison descendante et 6 Mbit/s en liaison montante pour les particuliers équipés d'une antenne de 45 cm et de 1,2 Gbit/s pour les entreprises équipées d'une antenne de 5 mètres de diamètre.

## Caractéristiques techniques
WINDS a une masse au lancement de 4 850 kg et de 2 750 kg une fois placé en orbite. Le satellite a la forme d'un parallélépipède de 8x3x2m de côtés et les panneaux solaires ont une envergure de 21,5 mètres. WINDS est stabilisé sur trois axes et sa durée de vie nominale est de cinq ans.